# Iza Kremer
Iza Kremer (n. 21 octombrie 1887, Bălți, gubernia Basarabia, Imperiul Rus – d. 7 iulie 1956, Córdoba, Argentina, Provincia Córdoba, Argentina) a fost o interpretă de muzică ușoară (soprană) de origină rusă și evreiască, care a deținut de-a lungul timpului cetățenia Imperiului Rus, a Statelor Unite și a Argentinei. Prima sa manifestare artistică a fost în anii de tinerețe, când publica poezii într-un ziar din Odesa. A debutat în muzică la mijlocul anilor 1910. După emigrarea în Statele Unite, în 1924, a abandonat cariera de cântăreață de operă în favoarea recitalurilor și concertelor solo.
Kremer cânta nu doar cântece din repertoriul clasic al vremii, dar și muzică folclorică din mai multe țări în diferite limbi. Este, probabil, prima femeie care a cântat klezmer⁠(d) (gen de muzică specific evreilor așkenazi) într-un concert. În 1927, a început să cânte vaudeville. S-a mutat în Argentina în 1938 și și-a trăit acolo ultimii 18 ani din viață. A fost subiectul unui documentar de televiziune din 2000, intitulat Isa Kremer: The People's Diva⁠(d), produs pentru The Jewish Channel⁠(d).

## Viață timpurie și cariera în Europa
Iza Kremer s-a născut într-o familie de evrei în orașul Bălți din Basarabia, Imperiul Rus. Tatăl său, Jacob Kremer, era ofițer în armata lui Nikolai al II-lea. Mama sa, Anna Kremer (născută Rosenbluth), era melomană, transmițând această pasiune fiicei. Familia făcea parte din clasa burgheză; Iza a crescut sub auspiciul unei guvernante și a fost educată la o școală privată a Bisericii Ortodoxe Ruse. Familia s-a mutat la Odesa pe când Iza avea 12 ani.
În adolescență, Iza a început să se manifeste ca poetesă, scriind poezii revoluționare pentru un ziar din Odesa. Redactorul ziarului, Israel Heifetz, s-a oferit să o ajute pe Kremer și i-a plătit studiile în operă la Milano în 1902-1911, Iza fiind discipolă a lui Pollione Ronzi⁠(d). Fata a fost nevoită să abandoneze studiile și să concerteze în urma unui eșec al tatălui în afaceri. Mama a venit la ea în Italia, iar Iza îi întreținea pe amândoi. S-a căsătorit cu Israel Heifetz, redactorul ziarului la care scria în adolescență, care era cu 27 de ani mai în vârstă. Cuplul a avut o fată, Toussia, născută în 1917.

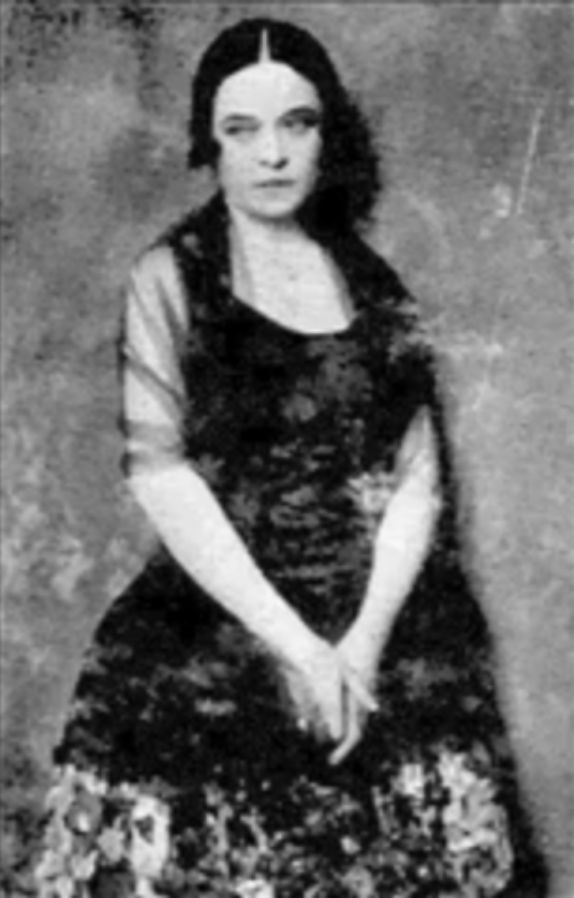
Iza Kremer, cca. 1915

A debutat profesional în operă în 1915 la Teatro Ponchielli⁠(d) din Cremona, jucând rolul lui Mimi în opera Boema de Giacomo Puccini. Ulterior, a lucrat la Teatrul Mariinsk din Sankt-Petersburg (pe atunci Opera din Petrograd), unde a jucat în câteva operete. Printre rolurile avute se numără Dolly în Endlich allein⁠(d) de Franz Lehár, Elvira în Die ideale Gattin⁠(d) a aceluiași compozitor, Helen în Polská krev de Oskar Nedbal⁠(d) și Laura în Studentul cerșetor de Karl Millöcker. A activat și la Teatrul Bolșoi din Moscova. Printre rolurile interpretate în opere și operete se mai numără Tatiana în Evgheni Oneghin de Piotr Ilici Ciaikovski, cât și rolurile titulare în Manon⁠(d) de Jules Massenet și Madame Butterfly de Puccini.
În 1914, Kremer s-a întors la Odesa și a jucat la Teatrul de Operă și Balet din Odesa⁠(d) timp de doi ani, printre rolurile jucate numărându-se Violetta în Traviata de Giuseppe Verdi. Anume atunci ea a înțeles că talentul său vocal nu era potrivit ariilor de operă și a început să fie preocupată de muzica folclorică în idiș și alte limbi. A devenit activă în cercurile intelectuale, stabilind relații de prietenie cu Șalom Aleihem, Haim Nahman Bialik, Mendele Moher Sfarim și Mark Warshawski⁠(d). Bialik a inspirat-o să înceapă a colecționa muzică idiș și să o includă în concerte. Până atunci, doar bărbații — de obicei chazanii — cântau idiș în concerte. A susținut primul astfel de concert în Moscova și, încurajată de succesul obținut de acesta, a plecat în turneu în Turcia, Polonia, Germania, Franța, Anglia și alte țări. A colaborat cu Aleksandr Vertinski, Mihail Vavici⁠(d), Iuri Morfessi⁠(d), Ion Bazilevschi, Efim Galanter, Antonina Alhazov ș.a.
În 1917, în timp ce se afla într-un turneu la Constantinopol, Turcia, în Rusia s-a declanșat Revoluția Rusă. Kremer și familia sa erau susținători ai lui Aleksandr Kerenski, opozant al bolșevicilor, astfel încât proprietățile familiei din Odesa au fost confiscate, Heifetz a fost întemnițat, iar fiica, guvernanta și părinții Izei au primit interdicție de a părăsi Odesa. Iza a reușit să-și evacueze familia în Polonia în 1919, iar în următorul an a mituit funcționarii orășănești ca să-i elibereze soțul. Preocupată de aceste probleme, Iza a reușit, între timp, să facă câteva înregistrări în Constantinopol la casa de discuri Orfeon⁠(d), în 1918-1920.
După reunirea familiei în Polonia în 1920, familia s-a mutat pe o scurtă perioadă la Berlin, în cele din urmă stabilindu-se la Paris, în Franța. La scurt timp după aceasta, Kremer s-a despărțit de Heifetz, care a murit ulterior în lagărul de concentrare nazist Fort Breendonk⁠(d) în timpul celui de-al doilea război mondial. În 1922, cântăreața a organizat un turneu de concerte în Polonia, care includea cântece evreiești. Concertul său de la Sala Filarmonică din Varșovia a provocat un protest antisemitic în fața sălii de concert. Mai târziu, Kremer povestea că acest protest, însoțit de alte manifestări ale antisemitismului în Europa, au determinat-o să se mute în Statele Unite.

## Viața în Statele Unite
Iza Kremer a sosit în America în toamna anului 1922. Odată ajunsă la New York City, a semnat un contract cu managerul artistic Sol Hurok⁠(d). Concertul său de debut în SUA a avut loc la Carnegie Hall la 29 octombrie 1922 și a avut un mare succes; M. Oșerovici relatând: „pentru intelighenția evreiască, e musai să o auzi pe Iza Kremer cântând folclor idiș”. În 1924, și-a adus fiica și părinții în State și a devenit ulterior cetățeancă a Statelor Unite. În următoarele două decenii, apărea regulat în concerte la Carnegie Hall și Manhattan Opera House⁠(d). Era cel mai bine cunoscută ca interpretă de muzică folclorică, cântând în engleză, franceză, germană, italiană, poloneză, rusă și idiș. A debutat în vaudeville la 27 septembrie 1927 la Palace Theatre⁠(d), New York City. În același an, a înregistrat pentru Vitaphone⁠(d). Mai târziu, a debutat într-un musical pe Second Avenue⁠(d) în Yiddish Theater District⁠(d), intitulat The Song of the Ghetto. Unul din cântecele musicalului, Mayn shtetele Belz („Orașul meu Bălți”), a fost scris de compozitorul american evreu Alexander Olshanetsky⁠(d). A înregistrat la Brunswick Records și Columbia Records.
Locuind în State, Kremer a continuat să întreprindă numeroase turnee în toată lumea în anii 1920 și anii 1930: SUA, Canada, Europa, Africa, Palestina, America Latină. S-a ciocnit de antisemitism de multe ori, dar a continuat să includă cântece evreiești în aproape toate concertele sale. În mod notabil, Iza a insistat să includă cântece idiș în concertele sale de la Jüdischer Kulturbund⁠(d), o instituție berlineză fondată cu permisiunea naziștilor pentru artiștii evrei care nu mai puteau evolua în teatrele „ariene”. În 1931, Chappell & Co.⁠(d) a publicat la Londra o carte cu 24 de cântece folclorice idiș, intitulată după o serie de concerte a lui Kremer, A Jewish Life in Song.

## Ultimii ani de viață în Argentina
Kremer a emigrat în 1938 în Argentina. Acolo a făcut cunoștință cu reputatul psihiatru Dr. Gregorio Bermann⁠(d), cu care s-a căsătorit în 1940. Artista a întâmpinat dificultăți în Argentina: Bermann era socialist și simpatizant al partidului comunist, astfel încât soții au fost puși pe „lista neagră” de către dictatorul Juan Perón. Din această cauză, cuplul a avut dificultăți financiare și a fost ținta presiunilor politice de-a lungul anilor 1940 și 1950. Mai multe concerte ale Izei din acea perioadă erau destinate ajutorării victimelor nazismului și susținerii muncitorilor greviști. Câteva concerte au fost organizate în colaborare cu scriitoarea spaniolă în exil María Teresa León. Iza și-a încheiat cariera artistică la vârsta de 58 de ani.
Gregorio și Iza au locuit în Argentina până la moartea ultimei, în 1956 (69 ani), cauzată de cancer la stomac. Fiica Toussia a rămas în State, fiind căsătorită cu Dr. Kermit Pines din New Jersey. După moartea Izei Kremer, arhivele sale, cuprinzând repertoriul de muzică folclorică în 24 de limbi, au fost donate Institutului YIVO⁠(d) în Buenos Aires.